# ذراع (وحدة قياس)

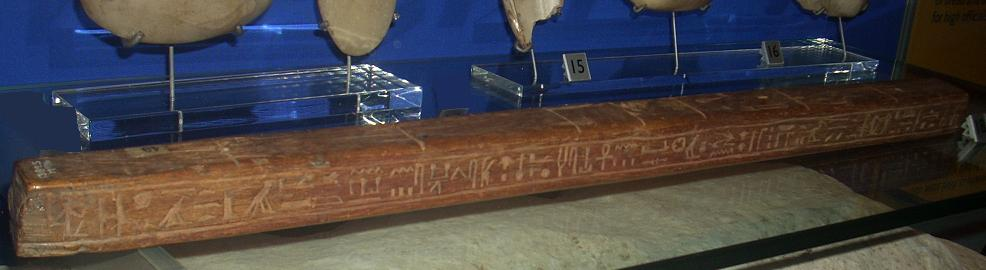
طول الذراع المصري 0.52 متر

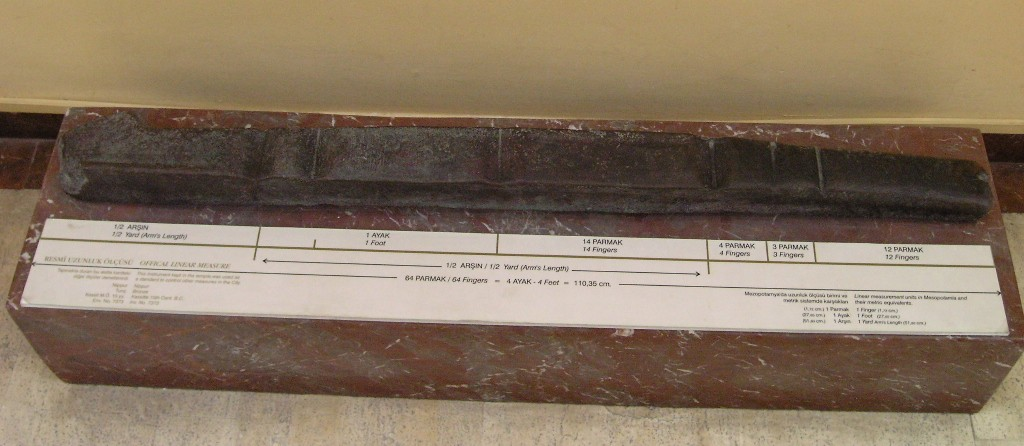
قضيب ذراع النيبور معروض في المتحف الأثري في إسطنبول، تركيا

الذراع هو وحدة قياس تقليدية لقياس الطول، ويعتمد على طول الساعد: من المرفق إلى طرف إصبع الوسطى. وتم استخدام الذراع في العديد من القياسات في مناطق مختلفة من العالم في التاريخ القديم وفي العصور الوسطى وفي العصور الحديثة المبكرة.
وتُظهر الهيروغليفية المصرية رمزًا أطول من الساعد العادي. ووفقًا لـوحدات القياس المصرية القديمة، كان الذراع الملكي مقسمًا إلى 7 راحات يد لأربعة أصابع/أرقام؛ قضبان الذراع الموجود بين 52.3 و52.9 سنتيمتر (20.6 إلى 20.8 بوصة) طول.
وبمرور الوقت، تم قياس الأذرع المتنوعة والاختلافات في قياس الذراع:
- الأذرع القياسية/الكتاب المقدس: 6 راحات يد x أربعة أصابع = 24 رقم
- الأذرع الملكية المصرية: 7 راحات يد x أربعة أصابع = 28 رقم[2][3]

ويتم أيضًا التعبير عن الذراع على أنه «أي من وحدات الطول المختلفة التي تعتمد على الساعد من المرفق إلى طرف إصبع الوسطى وعادة ما يساوي 18 بوصة تقريبًا (46 سنتيمترًا)».

## الذراع الملكي المصري وذراع النيبور السومرية
أقرب مقياس معياري موثق هو من أهرامات الدولة القديمة المصرية وكان يدعى الذراع الملكي (ماهي (mahe)). وكان طول الذراع الملكي 523 إلى 529 مـم (20.6 إلى 20.8 بوصة)، وكان مقسمًا إلى 7 راحات يد لكل أربعة أرقام، للحصول على مجموع 28 جزءًا. ويُعرف الدليل على وحدة الذراع الملكية من الهندسة المعمارية للدولة القديمة، على الأقل من بداية تشييد هرم زوسر من 2700 قبل الميلاد تقريبًا.
وفي عام 1916 م، أثناء السنوات الأخيرة لـ الدولة العثمانية وفي وسط الحرب العالمية الأولى، اكتشف ايكهارد أنغر (Eckhard Unger)، عالم الآشوريات الألماني، شريطًا من سبيكة نحاس أثناء التنقيب في نيبور. ويرجع تاريخ هذا الشريط إلى 2560 قبل الميلاد وادعى أنغر أنه كان يستخدم كأداة قياس معيارية. ويتم وضع هذا الشريط بطريقة غير منتظمة ومن المفترض أن يحدد المسطرة المدرجة الذراع السومري على أنه 518 ملليمتر تقريبًا.

## الذراع المعياري/الذراع الإنجيلي
سفر التكوين 6:15 هو أول مرجع لوحدة القياس «ذراع» وربما الأكثر أهمية، «وليكُنْ طُولُها (300) ذراع، وعرضُها (50) ذراعًا، واَرْتفاعُها (30) ذراعًا». ذراع الكتاب المقدس - أو على الأقل ذراع سفينة نوح كما تم الإشارة إليه في سفر التكوين 6:15 - يتحول إلى «أبعاد سفينة نوح كانت مطبقة. 440 × 73 × 44 قدمًا» - الكتاب المقدس الأمريكي الجديد (الكاثوليكية). وذكر في العديد من المواضع في التوراة والإنجيل أن الذراع = 18 بوصة ويعطي 450 × 75 × 45 قدم لسفينة نوح. وهناك مصادر أخرى تحول الذراع إلى «18 بوصة تقريبًا»
وقد يكون المرجع الثاني الأكثر أهمية فيما يتعلق بالذراع هو تابوت عهد موسى، معبد السفينة وفناؤها. سفر الخروج 27:12-13,18 «طول الدار 100 ذراع وعرضها 50 ذراعًا».

## أنظمة أخرى
هناك وحدات قياس تقليدية مثل هاستا الهندية وسوك التي تعتمد على طول الساعد.
مقياس تقليدي في ولاية كارناتاكا عادة ما يستخدم بواسطة باعة الزهور هو «مولا» يساوي الذراع و«مارو» الذي يساوي القامة.

## أصل الكلمة
تأتي الكلمة الإنجليزية «ذراع» (cubit) من اللغة اللاتينية cubitum «المرفق»، من الفعل كوباري (cubāre) «أي الاستلقاء على الأرض»؛ قارن. 'الراقد'.
ملخص سريع لما سبق
الذراع يتراوح من جيل إلى جيل وشعب إلى شعب حسب بنية الناس وطول أذرعهم ويتراوح ذلك حسب كل المصادر التي وقفت عليها من (45.72)  سم كحد أدنى إلى (61.834) سم كحد أعلى
والذراع هو أساس الوحدات في الأطوال وهو وحدة قياس تقليدية وشرعية لقياس الطول، ويعتمد على طول الساعد: من طرف المرفق إلى طرف إصبع الوسطى. وهذه تساوي ست قبضات بقبضة رجل معتدل، وكل قبضة هي أربعة أصابع بالخنصر والبنصر والوسطى والسبابة يعني 6 راحات يد x أربعة أصابع = 24 أصبع
مع العلم أن كل إصبع يعادل ست شعيرات معتدلات معترضات متلاصقات مضمومة بطون بعضها إلى بعض وكل شعيرة تعادل ست شعرات من شعر ذنب البغل
وقياسه بـ24 إصبع هكذا جاء في الكتاب المقدس عند أهل الكتاب (الذراع القياسي | الذراع المعياري | الذراع الإنجيلي)
لكن في المصريين القدماء (الذراع الملكي المصري) كانت تعادل سبع قبضات أو 7 راحات يد x  أربعة أصابع = 28 أصبع وهذا فالظاهر أن أيديهم كانت أطول وقريباً منها كانت ذراع النيبور السومرية
وقد لجأ محمود حمدي الفلكي إلى طرق عديدة لتحديد طول الذراع منها أنه قاس أذرع ثلاثين رجلاً متوسطي الطول ووجد أن متوسط طول الذراع قدره  48 سم
وقام بقياس بركة المدرسة الطبرسية الملحقة بالجامع الأزهر التي بنيت على أن تكون مساحة سطح الماء فيها 100 ذراع شرعي مربعة تماماً حيث من قام ببنائها هم من الأحناف والمشهور في المذهب الحنفي أن الماء الراكد لا يكون صالحاً للوضوء إلا إذا كانت مساحة سطح الماء 100 ذراع شرعي مربعة أو أكثر. وعند قياسه هذه البركة وجد أن عرضها يساوي 3.59 أمتار وأن طولها يساوي 6.16 أمتار أي أن مساحتها تساوي 24.332 متر مربع، وبتقسيم هذه المساحة على 100 نجد الناتج يساوي 0.24332 متر مربع، وبحساب الجذر التربيعي للعدد 0.24332 نجد الناتج هو: 0.4932747712989 متر أي 49.32747712989 سنتيمتر
كما قام إبراهيم مصطفى بك بتجربة مماثلة، فقاس قطر 144 شعيرة وكرر التجربة 55 مرة وقاس قطر عدد كبير من شعر البغل وكرر ذلك 81 مرة، فوجد نتيجة الحسابات أن الذراع الشرعي تعادل 48.5 سنتيمتراً
هذا والذراع عند الفقهاء مختلف فعند الحنفية:(46.375) سم، وعند المالكية: (53) سم، وعند الشافعية والحنابلة: (61.834) سم

## قائمة المصادر
- Arnold، Dieter (2003). The Encyclopaedia of Ancient Egyptian Architecture. Taurus. ISBN:1-86064-465-1. مؤرشف من الأصل في 2022-06-15.
- Petrie, Sir Flinders Pyramids and Temples of Gizeh (1881)

## وصلات خارجية
- [<a href="http://hexadecimal.florencetime.net/References_Nippur_cubit.htm">http://hexadecimal.florencetime.net/References_Nippur_cubit.htm</a> Measurements of the Nippur Ell], now in a museum in Istanbul (Turkey).